# Oliver Lis
Andrés Oliver Ucrós y Licht, más conocido como Oliver Lis (Bogotá, 17 de octubre de 1984), es un abogado, escritor, editor literario, difusor cultural, psicólogo, empresario, productor de cine y guionista colombiano. Es miembro de la Academia Dominicana de Genealogía y Heráldica.

## Biografía
Realizó sus estudios en el Colegio Cooperativo Campestre de Rivera. Luego en la Universidad del Cauca en leyes inicialmente, teniendo entre sus maestros a los constitucionalistas Ernesto Saa Velasco, y otros. Posteriormente, en Ciencia Política, se hizo amigo del escritor afrocolombiano William Mina Aragón, convirtiéndose en su editor; y cursos de filosofía con Silvio E. Avendaño Cuervo, director de la revista Utopía, quien fue el prologuista de la segunda edición de su primer libro. Recibido de la mano de la poetisa Gloria Cepeda Vargas, la membresía de la Asociación Caucana de Escritores en 2009, y 2011 de Gencauca (Genealogistas del Gran Cauca) como ponente invitado en el III Congreso Internacional de Genealogistas de Buga.
En 2010, Lis participó en la televisión como presentadora de The Time Jazz, programa transmitido por el Canal de Telmex con el escritor Jairo Grijalba Ruiz, como continuación de La Tertulia de la Radio de la Radio Universidad del Cauca (HJC20 104.1 FM), su gestión facilitó el Festival Latinoamericano de Jazz y Música Mundial de Popayán. En 2010, Lis fue la actriz de La Cabellera, película de la Universidad del Cauca, película nominada a la mejor película en los premios Caesars; Apple, codirigida y coproducida con Sol Angela López.
Lis también dirigió y produjo el documental Educación Inclusiva, con Uniminuto, publicado por la Fundación de Patrimonio Intelectual del Cauca. En 2012 comenzó la propuesta de filmación Los Papelipolas como director y productor, y el programa de radio por transmisión en vivo La Coya de la Radio en Southcolombian Radio, programa de radiodifusión (1060 AM). Estudió cine y talleres de producción en Colombia y Argentina, donde colaboró con proyectos cinematográficos. Su propuesta es el cine fenomenológico.
Obtuvo título de psicólogo en la Universidad Surcolombiana; se especializó en Big-Data en la Universidad Autónoma de Barcelona. Fundador y CEO de Zephiroth S.A.S., empresa para la creación de ediciones codicológicas, literarias, genealógicas, entre otras. Investigador de archivos históricos y editor de libros de patrimonio histórico.

## Familia
Óliver Lis es hijo del abogado Jorge Lis Ucrós, quien aparece en varias ediciones de Quién es Quién en el Mundo de la Ciencia y la abogada Inés Cortes Rincón, de Pitalito, juez asociado del Tribunal Superior en Neiva. 
Del lado paterno es el nieto del exsenador Carlos Antonio Lis y Eugenia Ucrós García, hermana de los gobernadores del Huila, Eduardo y Jaime Ucrós García (también senador). 
Por el lado materno es nieto del poeta cofundador de Los Papelípolas y motor de la educación, Víctor Manuel Cortes Vargas (Ángel Sierra Basto en el mundo de la poesía), poeta de Pitalito por antonomasia, secretario de la Presidencia del Senado de Colombia y su esposa, Beatriz Rincón Álvarez.

## Obra
- Trastornos de Personalidad y Violencia. Artículo Indexado de Reflexión para el Posconflicto Colombiano”. Revista FACE, categoría C de Colciencias de la Universidad de Pamplona. Volumen 16-N°2 año 2016. Págs. 5 a 19. ISSN Impreso: 1794-9920 - ISSN Electrónico: 2500-9338.

- “VILLORIA LÓPEZ / VILLORIA ROJAS, Genealogías Caucanas & Huilenses Descendientes de Pedro Suárez de Figueroa”. Editorial López, 2009. Cuatro Ediciones. Imágenes del Museo Nacional. ISBN: 9789584447272.

- Xenias & Apophoretas de Menein Laos Vida y Obra del Poeta Papelípola Ángel Sierra Basto” (Publicado en Las2Orillas - https://www.las2orillas.co/las2orillas-difunde-las-obras- completas-de-angel-sierra-basto/) Editorial Samava, 2009. Editorial López, 2010. Dos ediciones. ISBN: 9789584461094.

- “UCRÓS O DUCROS. Genealogías de Francia, España y Colombia”. Edición Colombiana : Zetta Editores, Bogotá, 2017. Edición Española : Diego Marín Librero Editor Sl. Murcia, 2018. ISBN 978-84-16908-94-3

- Los Papel-y-Polas. Generación Seudo-Beat de Colombia”, varios tomos. Edición en internet (https://es.scribd.com/doc/154279393/57474303-Los-Papelipolas-Antologia-Poetica- en-Su-50-Aniversario-Por-Oliver-Lis) Biografías, historia y antología poética: Poetas del Huila, años 50’s y 60’s. ©2008.

- Entronques entre Familias Fundadoras de Popayán y Neiva”. Genealogía e Historia. Prólogo de José Luis García de Paz, Ph.D., Universidad Autónoma de Madrid. ©2012.

- Descendencia del poeta don Íñigo López de Mendoza, Primer Marqués de Santillana, en Colombia”. Genealogía e Historia. Prólogo de José Luis García de Paz, Ph.D., Universidad Autónoma de Madrid. ©2012.

- DVD Colección Historia de la Independencia de Colombia”. Documentos históricos sobre la historia de la Independencia en Nuevo Reino de Granada y Virreinato del Perú. Compilación de 70 obras de los actores. Incluye investigaciones genealógicas propias y artículo de reflexión. ©2018.

- Uni-Versos. Libro de poemas. ©2024. Editorial Zephiroth S.A.S. Bogotá, D.C. ISBN: 978-628-01-2473-5. Edición en internet (https://www.las2orillas.co/obsequio-para-los-lectores-uni-versos-opera-prima-de-poemas).

## Prensa
Colaboró desde muy joven en El Liberal de Popayán, renombrado a Nuevo Liberal, Diario del Huila, Facetas (órgano órgano de difusión de la Fundación para los Oficios y las Artes Tierra de Promisión a cargo de Guillermo Plazas Alcid, suplemento dominical del anterior); columnista desde 2017 en Proclama del Cauca, El Espectador (invitado) y Las2Orillas (columnista permanente), estos dos últimos, medios nacionales.